# دارين هاينز
دارين هاينز (بالإنجليزية: Darren Hynes) هو لاعب كرة قدم بريطاني في مركز الدفاع، ولد في 12 يناير 1999 في غلاسكو في المملكة المتحدة. لعب مع نادي أبردين.

## وصلات خارجية
- دارين هاينز على موقع قاعدة بيانات كرة القدم.إي يو (الإنجليزية)
- دارين هاينز على موقع Soccerbase.com (لاعب) (الإنجليزية)